# Jared S. Gilmore
Jared Scott Gilmore (San Diego (California), 30 de mayo de 2000), más conocido como Jared S. Gilmore, es un actor estadounidense. Es conocido por sus roles en Mad Men como Bobby Draper y por la serie Once Upon a Time interpretando el personaje de Henry Mills.

## Vida personal
Nació el 30 de mayo de 2000 en San Francisco  (California). Durante dos años, asistió a John Robert Powers en San Diego, una escuela para actores modelos y cantantes.
Según Variety, Gilmore involuntariamente comenzó su carrera como actor después de toparse con representantes que estaban interesados en su melliza, Tylor.

## Filmografía
| Año       | Filme/Show                   | Personaje             | Notas                              |
| --------- | ---------------------------- | --------------------- | ---------------------------------- |
| 2008      | Without a Trace              | Matthew               | Episodios: "Driven"                |
| 2008      | Eleventh Hour                | Owen                  | Episodio: "Titans"                 |
| 2008-2009 | Talkshow with Spike Feresten | Pequeño Bill O'Reilly | 9 episodios                        |
| 2009      | Roommates                    | Graham                | Episodio: "The Trash 'N Treasures" |
| 2009      | Opposite Day                 | Baby Bailiff          |                                    |
| 2009–2010 | Mad Men                      | Bobby Draper          | 19 episodios                       |
| 2010      | Overnight                    | Kyle                  |                                    |
| 2010      | The Back-up Plan             | Cameo                 |                                    |
| 2010      | Hawthorne                    | Justin Adams          | 3 episodios                        |
| 2010      | A Nanny for Christmas        | Jonas Ryland          |                                    |
| 2010      | Men of a Certain Age         | Kenneth               | Episodio: "Cold Calls"             |
| 2011      | Wilfred                      | Ryan joven            | Episodio: "Anger"                  |
| 2011–2018 | Once Upon a Time             | Henry Mills           | Reparto principal; 137 episodios   |

## Premios y nominaciones
| Año  | Premio              | Categoría                                                | Trabajo          | Resultado | Ref   |
| ---- | ------------------- | -------------------------------------------------------- | ---------------- | --------- | ----- |
| 2009 | Screen Actors Guild | Mejor Interpretación de un Reparto en una Serie de Drama | Mad Men          | Ganador   |       |
| 2012 | Young Artist Award  | Mejor Actuación en una Serie de TV- Actor Joven          | Once Upon A Time | Ganador   | [ 1 ] |